# ملف وصف الرقاقة
ملف وصف الرقاقة هو ملف يحتوي على شروحات محتملة لرقاقة من نوع مصفوفة مجهرية. هذا الملف يحدد أي ذبذبات تنتمي إلى وحدة الجينوم المعنية. هذه الطريقة تحل مشكلة وجود إعادة بناء مستويات الإبانة؛ مثل وجود أكثر من مجموعة ذبذبات واحدة للجين، إشارات إبانة لنفس النسخة من الممكن أن يتم زيادتها بشكل خاطئ.
الوحدات الجينية المعنية يمكن أن تكون: إبانة، تنميط جيني، تسلسل مخصص، نسخ رقم و/أو وسم مجموعة ذبذبات. جميع أسماء مجموعات الذبذبات في أي مصفوفة تكون فريدة. أكثر من نسخة من مجموعة ذبذبات يمكن أن تتواجد على مصفوفة واحدة ما دام كل منها يحمل اسم فريد خاص به. ملفات وصف الرقاقة موجودة لإبانة الجينات (ربط مجموعات الذبذبات مع الجينات)، وللتنميط الجيني (ربط مجموعة ذبذبات مع النيوكليوتيد الوحيد متعدد الأشكال ونوع الأليل). يمكن أن يتواجد ملفات وصف رقاقة مختلفة لنوع رقاقة واحد؛ أحدهم يمكن أن يستخدم ليعمل على (فحص) النسخ الجينية وآخر يعمل على (فحص) الإكسونات.
في البداية، قامت شركة أفيمتركس (Affymetrix) بإنشاء التخصيص لوصف التصميم لمصفوفة رقاقة جين أفيمتركس. لا زالت أفيمتركس تقدم ملفات وصف رقاقة رسمية لغالبية أنواع الرقاقات الخاصة بها. بالإضافة إلى ذلك، مختلف المجموعات تقدم ملفات وصف رقاقة مخصصة والمصممة لمختلف الخصائص الجينومية. ملفات وصف الرقاقة يتم تحديثها عندما يتم تحديث شروحات الجينوم.

## التصميم
ملف وصف الرقاقة ينقسم إلى عدة أقسام. بداية كل قسم يتم تعريفه بخط يحتوي على اسم قسم داخل أقواس مربعة. أسماء الأقسام هي:
- ملف وصف الرقاقة
- رقاقة
- QCI (حيث I تكون قيمتها بين 1 وعدد مجموعات ذبذبات QC)
- وحدة J (حيث J مؤشر داخلي للتمييز بين مجموعات الذبذبات)
- وحدة J_كتلة K (حيث J و K مؤشران داخليان للتمييز بين المجموعات الفرعية لمجموعة الذبذبات)

البيانات في كل قسم تكون بصيغة TAG=VALUE